# باليسوت دو بوفوا
باليسوت دو بوفوا (1752-1820) (بالإنجليزية: Ambroise Marie François Joseph Palisot de Beauvois)‏ هو عالم نبات وعالم حشرات فرنسي.